# Girvan
Girvan (gael. Inbhir Gharbhain) – miasto w Szkocji, w hrabstwie South Ayrshire. Początkowo miasto było portem rybackim. Teraz jest to kurort morski. Prawa miejskie nabyło w roku 1668.

## Lokalne miejsca
W mieście jest kościół rzymskokatolicki pod wezwaniem Najświętszego Serca Jezusa i Marii oraz dwie parafie Kościoła Szkocji.
W mieście znajduje się destylarnia William Grant & Sons, producentów whisky Grant’s.
Około 13 kilometrów od miasta znajduje się zamek Culzean.
Południowe wybrzeże miasta jest znane z powodów geologicznych, a także z powodu jaskini w której ukrywał się rzekomo Sawney Bean.

## Miasta partnerskie
- Torcy